# ボリバル広場 (カラカス)
ボリバル広場（スペイン語: Plaza Bolívar）は、ベネズエラの首都地区リベルタドル市プリミヘニアカテドラル区にある広場で、首都カラカスの中心的広場である。南アメリカの独立運動指導者シモン・ボリバルを記念する。

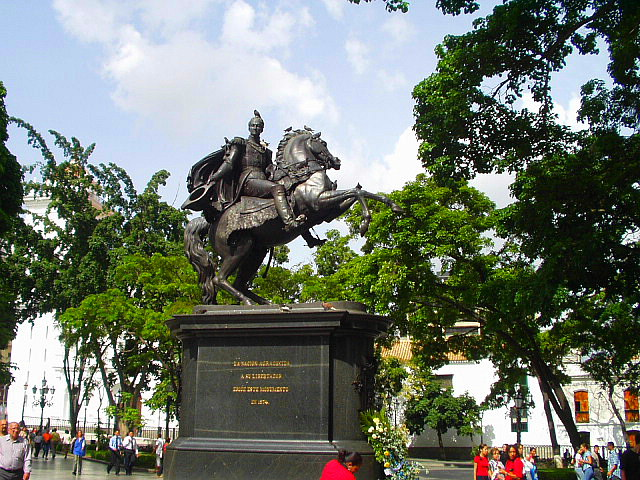
ボリバルの騎馬像（2004年6月）

## 広場の構造
ボリバル広場全体の形は正方形で、四辺の回廊部で縁取られる。回廊部は地形にあわせて南に低く、緩く傾斜している。回廊より内側の正方形は南側回廊部と同じ高さにあり、傾斜なしに水平に掘り込まれている。そこで、南面以外では回廊部と内部が階段でつながる。正方形の内部の中心に円形の広場空間があり、八方に通路を開く。通路から外れた部分を木、草、彫像、噴水で飾る。広場の中心点にボリバルの騎馬像がある。

## 広場の周辺
北に面してカラカス大都市地区市役所がある。南に面してリベルタドル市役所がある。東に面してカテドラル教会がある。西に面して独立運動の舞台となった「黄色の家」がある。その他、広場の周辺には、政府の重要機関が立地する。建物の多くは古い由緒を持つ重要なものである。

## 歴史
1567年、サンチャゴデレオンデカラカス（後のカラカス）が建設されたときに、都市計画の起点、町の公共空間として設けられた。広場に建物はなく、軍事演習に使われたため、アルマス広場 (Plaza de Armas、武器広場) と呼ばれた。周囲には教会その他の公共施設がおかれた。
やがて広場には商店や食堂などが立つようになった。1755年に、南と東に門が作られた。1812年にコンストルクシオン広場 (Plaza de Construcción、建設広場)、1814年にマジョル広場 (Plaza Mayor、大広場) 、1820年にコンスティトゥシオン広場 (Plaza de Constitución、憲法広場) と改称した。ボリバル広場の名を得たのは、1840年（広場の解説板による）、または1842年 (Elschnig 2003、スペイン語版ウィキペディアによる) であった。
1862年から1865年にかけて、グスマン・ブランコ大統領の都市計画により、ボリバル広場から市場が移転し、この位置に新たに広場が設計されることになった。ボリバル像は1874年に、ペルーのリマにある像を模したものが置かれた。
公園の配置が現在の姿をとるようになったのは、1960年のことで、このとき広場をとりまく彫刻が再配置された。

## 参考資料
- ボリバル広場の解説板
- Hanns Dieter Elschnig Santiago Leon de Caracas, Caracas, Venezuela, 2003.

座標: 北緯10度30分21.85秒 西経66度54分52.58秒 / 北緯10.5060694度 西経66.9146056度